# Françoise Doreau
 (juin 2017).
Si vous disposez d'ouvrages ou d'articles de référence ou si vous connaissez des sites web de qualité traitant du thème abordé ici, merci de compléter l'article en donnant les références utiles à sa vérifiabilité et en les liant à la section « Notes et références ».
Pour les articles homonymes, voir Doreau.
Ne doit pas être confondu avec Françoise Dureau.
Françoise Doreau, née le 2 mars 1910 à Paris et morte dans cette même ville le 20 juillet 2011 à l'âge de 101 ans, est une pianiste française.

## Biographie
Françoise Doreau entra à 13 ans au Conservatoire National de Paris dans la classe de Marguerite Long où elle obtint en 1928 un Second Prix de piano. Elle suivit également les classes d’ensemble de Max d'Ollone.
Après s’être produit en soliste, elle se consacra entièrement au répertoire de musique de chambre. Au Conservatoire, elle est accompagnatrice des classes de violon d’André Tourret, Line Talluel, Roland Charmy et Pierre Amoyal. Elle effectua une tournée au Vietnam avec Brigitte de Beaufond.
C’est André Tourret qui conseilla à un jeune violoniste de 19 ans, Alfred Loewenguth, de faire équipe avec la pianiste Françoise Doreau. Les deux artistes collaborèrent pendant plus de cinquante ans. Le duo a donné de nombreux concerts en France et à l’étranger (Allemagne, Angleterre, etc.), interprétant le répertoire des sonates classiques et romantiques (sonates de Mozart, Beethoven, Brahms, etc.). Françoise Doreau s’est également jointe très souvent au Quatuor pour jouer les œuvres du répertoire avec piano.
Elle a été inhumée le 24 juillet 2011 à Saint-Longis dans la Sarthe.